# 納米比亞珍龜
納米比亞珍龜（學名：Homopus solus）是珍龜屬下的一種小型龜。原生於納米比亞。